# Lettre recommandée en France
La lettre recommandée en France possède certaines particularités administratives et juridiques.

## Histoire
La lettre recommandée est officialisée en France par l'ordonnance royale no 10567 du 11 janvier 1829, sur proposition de l'administration des postes. Il est stipulé que la lettre ne pourra être remise que contre récépissé, et que l’émetteur (« l'envoyeur ») reçoit un coupon pour preuve d'envoi.

## Particularités du courrier recommandé

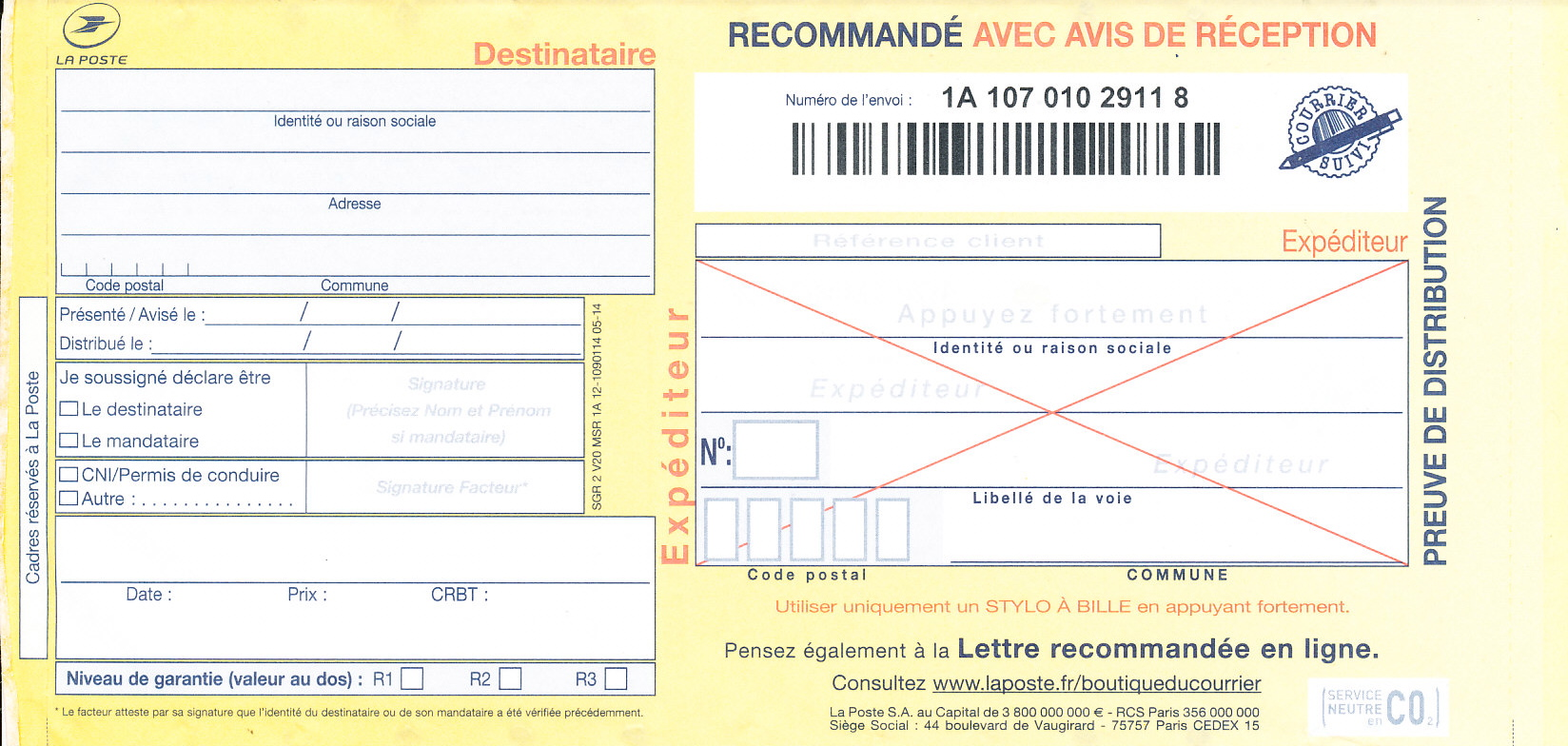
Premier volet d'une lettre recommandée : la preuve de distribution.

Tout envoi recommandé par La Poste offre les services suivants :
- une preuve de dépôt attestant la date de dépôt ;
- une remise contre signature qui apporte une preuve de présentation et de distribution ;
- une indemnisation forfaitaire en cas de perte ou avarie survenue lors de la prestation ;
- un service de suivi, pour les envois à destination de la France métropolitaine, des DOM, de Monaco, Saint-Martin, Saint-Barthélemy, Saint-Pierre-et-Miquelon, à condition d’utiliser les supports de recommandation correspondants[2].

Par contre, un envoi en recommandé n'est pas :
- une preuve de présentation d'un pli ; en effet, par exemple, dans une copropriété ou une résidence avec gardien, rien ne prouve que l'avis de passage a été remis au destinataire. Il est très fréquent que les avis de passage s'égarent, soient remis à une autre personne, ou ne le soient pas intentionnellement, ce que le destinataire n'a aucun moyen de savoir. Ainsi un bailleur ne peut opposer à son locateur qu'il n'a pas retiré un recommandé (loi no 89 – 462 du 6 juillet 1989) ;
- une preuve de réception d'un document ; en effet, quand bien même un pli est retiré par son destinataire, celui-ci peut être vide, ne contenir aucun document ou bien contenir un document différent de celui prétendu.

Seules les remises contre signature du pli ou le dépôt par huissier peuvent avoir une valeur légale indiscutée : le courrier recommandé protège le destinataire qui peut montrer, ou non, ce qu'il a reçu, mais pas l'expéditeur.

## Avec ou sans avis de réception?
Lorsque les textes légaux prévoient un envoi en recommandé, ceux-ci précisent très souvent "avec demande d'avis de réception".
Il est cependant possible d'envoyer une lettre en recommandé sans avis de réception. L'avis de réception est un service optionnel faisant l'objet d'une facturation supplémentaire et permettant à l'expéditeur de recevoir à son adresse une carte portant la signature de la personne ayant retiré le recommandé et la date de la remise. Même sans avis de réception, le courrier recommandé est remis contre signature et La Poste conserve une preuve de distribution pendant un an. L'avis de réception n'apporte donc pas de garantie supplémentaire à l'expéditeur mais des informations utiles comme le jour et l'heure de la remise, et ce à domicile et sans aucune démarche.
|                                                       | Lettre simple | Lettre suivie | Lettre recommandée | Lettre recommandée avec avis de réception |
| ----------------------------------------------------- | ------------- | ------------- | ------------------ | ----------------------------------------- |
| Permet de suivre l'acheminement du courrier           | Non           | Oui           | Oui                | Oui                                       |
| Permet une preuve de la date d’envoi du courrier      | Non           | Non           | Oui                | Oui                                       |
| Permet une preuve de la date de réception du courrier | Non           | Non           | Non                | Oui                                       |

## Comment envoyer un courrier en recommandé?

### Depuis son ordinateur
Tous les opérateurs postaux français proposent un service d’expédition de lettres recommandées via Internet. L’entreprise postale se charge de l’impression, de la mise sous pli et de l’expédition.

### Au bureau de poste
Pour envoyer un courrier en recommandé de manière traditionnelle, il suffit de mettre la correspondance sous pli puis de se rendre à un bureau de Poste. Il n'est pas nécessaire d'écrire l'adresse sur l'enveloppe ni de la timbrer. 
Au guichet, il faudra remplir un bordereau autocollant sur lequel seront imprimées certaines mentions (comme la date et le prix) et qui sera ensuite apposé sur l'enveloppe pour expédition. Ce bordereau précisera l'adresse du destinataire, et celle de l'expéditeur pour le retour de l'avis de réception. Le bordereau fait office d'affranchissement, le coût du recommandé est donc payé au guichet.
Dans les bureaux de poste munis de bornes automatiques, l'affranchissement et le paiement se font à la borne avant de remplir et déposer le bordereau au guichet.

## Comment retirer un courrier en recommandé?
Lorsque l'on reçoit un courrier en recommandé, deux cas se présentent.

### Au moment du passage du facteur, le destinataire est présent
Le facteur lui délivrera alors la correspondance après lui avoir fait signer l'avis de réception pour retour à l'expéditeur,

### Au moment du passage du facteur, le destinataire est absent
Le facteur déposera alors dans la boîte aux lettres un avis de passage. 
Il sera alors nécessaire, pour retirer le courrier, de se rendre à l'adresse du bureau de poste, souvent le plus proche, indiqué sur l'avis de passage, muni(e) d'une pièce d'identité et de l'avis de passage pour retirer au guichet la correspondance (avec signature sur place de l'avis de réception).
Il est également possible de demander un deuxième passage ou la mise à disposition de la lettre dans le bureau de poste de son choix sur le site web laposte.fr.

## La procuration
Si le destinataire ne se trouve pas régulièrement à son domicile, il peut désigner un mandataire (proche, membre de la famille, voisin...)

### Procuration ponctuelle
Le destinataire peut remplir les éléments au dos de l'avis de passage en y désignant une tierce personne mandatée pour récupérer le courrier à sa place. Dans ce cas, la tierce personne devra se rendre au bureau de poste munie des documents suivants :
- l'avis de passage, dont les informations au dos auront été préalablement remplies et signées par le mandant (destinataire),
- sa propre pièce d'identité,
- une pièce d'identité du destinataire (mandant) du courrier.

### Procuration classique
Si le destinataire ne peut habituellement se rendre à son bureau de poste pour retirer ses recommandés (par exemple, horaires de travail incompatibles), il peut alors désigner une tierce personne à qui il confiera une procuration valable 5 ans pour tous les recommandés.
Il n'est pas nécessaire, pour établir la procuration, que le mandant et le mandataire se présentent ensemble au bureau de poste.
Par la suite, pour retirer les courriers du mandant, il suffira au mandataire de se rendre au bureau de poste désigné, muni de sa propre pièce d'identité.

## Délai pour retirer une lettre recommandée à la Poste
Lors de la distribution du courrier, un usager peut recevoir une lettre recommandée et si celui-ci est présent à son domicile, le facteur lui remet en mains propres le courrier. Seulement, en cas d'absence, le destinataire a quinze jours pour se déplacer dans un bureau de poste et retirer sa lettre. Pour confirmer son identité, celui-ci devra apporter une pièce d'identité valide (titre de séjour, passeport ou carte nationale d'identité).